# Gevaarlijke opdracht
Gevaarlijke opdracht (Frans: Mission « dernière chance ») is het zeventiende album uit de Franco-Belgische strip Tanguy en Laverdure van Jean-Michel Charlier (scenario) en Jijé (tekening).
Het verhaal verscheen in voorpublicatie in het Franse stripblad Pilote. In 1972 werd het verhaal in albumvorm uitgegeven bij Dargaud. In het Nederlands verscheen het verhaal meteen in albumvorm en dit in 1975. De twee voorafgaande verhalen werden pas later uitgegeven, wellicht omdat dit een vervolg is op het dertiende en veertiende verhaal.   
Dit was het eerste deel van een tweeluik dat werd vervolgd in De verdwenen DC-8. 

## Het verhaal
Michel en Ernest willen net op vakantie vertrekken als ze naar Sarrakat gestuurd worden, het land verkeert in een penibele situatie doordat huursoldaten de macht willen grijpen. De twee piloten worden naar daar gestuurd met hun mirages en een DC-8 om de Franse toeristen die er zijn te evacueren. 
Eénmaal in de hoofdstad aangekomen ontmoeten ze hun oude vriend Azraf weer die nu emir van Sarrakat is. Hij is getrouwd met de française Nadine en heeft een zoontje Hussein met haar. Hij wil haar incognito mee laten gaan met de Franse toeristen om haar in veiligheid te brengen. De blonde Zweedse schone Ulla is ook in het land en zij heeft een klein vliegtuigje, dat Tanguy en Laverdure willen lenen om naar Bagdad te gaan, maar omdat zij neutraal wil blijven hamert ze erop dat het vliegtuig niet voor militaire doeleinden gebruikt mag worden. Bij de vlucht ontdekken ze de geheime basis van de rebellen, die ze op een later tijdstip met hun mirages kunnen aanvallen. 
De toeristen vertrekken met Ulla op weg naar Parijs, maar dan krijgen Tanguy, Laverdure en Azraf te horen dat het vliegtuig nooit aangekomen is in Tel Aviv. 